# Кон Сонок
Кон Сонок (кор. 공선옥; родилась в 1963 году) — южнокорейская писательница.

## Биография
Кон Сонок родилась в 1963 году в уезду Коксон в провинции Чолла-Намдо. У писательницы было трудное детство. Её отец, рано оставил семью и, скрываясь от кредиторов, вёл бродяжнический образ жизни, её мать страдала от проблем со здоровьем. Хотя Кон Сонок была принята в университет, она была вынуждена оставить учебу. Чтобы урегулировать финансовые проблемы, Кон Сонок устраивается работать на завод вдали от своего дома.
Как писательница Кон Сонок заявила о себе в 1991 году, когда в одном из популярных корейских литературных журналов был опубликован её роман «Первородный огонь»

## Творчество
В своих произведения Кон Сонок часто изображает традиционную жизнь в сельской местности, опираясь на свой собственный опыт в её родном городе в провинции Чолла-Намдо.
Женские персонажи Кон Сонок, как правило, относятся к бедным слоям населения. Например, девушка в рассказе «Эта жизнь», вынужденная жить в холодной, заброшенной квартире без электричества, в конце погибает в результате взрыва газа.
Ещё одним излюбленным сюжетом автора является город Кванджу. Её муж остался в живых после восстания в Кванджу в 1980 году. Кон Сонок жила недалеко от центров восстания, и университет, который она кратковременно посещала, также в этом городе. В её дебютном романе «Первородный огонь», изображается горький опыт и травмы мужчин, которые приняли участие в демократическом восстании в Кванджу. Действие её ключевых работ, в том числе рассказов «Сухой сезон», «Алиби для следующей жизни», романа «Когда я была самой красивой», также происходит в Кванджу

### Произведения, переведённые на русский язык
- Приходите на поле гаоляна (СП(б)., 2011) ISBN 978-5-89332-180-7

## Награды
- Премия Манхэ (2009)[3]